# Carl Carlsen
Carl Christian Peder Carlsen (ur. 1 lipca 1880 w Kopenhadze, zm. 19 maja 1958 tamże) – duński zapaśnik walczący w stylu klasycznym. Olimpijczyk z Londynu 1908, gdzie zajął dziewiąte miejsce w lekkiej. Zajął drugie miejsce na Olimpiadzie Letniej 1906 w wadze lekkiej.
Zajął piąte miejsce na mistrzostwach świata w 1907. Czwarty na mistrzostwach Europy w 1907. Mistrz Danii w 1905, 1906 i 1908 roku.
Był ojcem Inger Carlsen, pływaczki i olimpijki z Berlina 1936 i teściem Elvi Svendsen, pływaczki, olimpijki z Berlina 1936 i Londynu 1948.

## Letnie Igrzyska Olimpijskie 1908
| Konkurencja            | Rundy eliminacyjne     | Rundy eliminacyjne  | Klas. końcowa |
| Konkurencja            | 1/16                   | 1/8                 | Miejsce       |
| ---------------------- | ---------------------- | ------------------- | ------------- |
| 66,6 kg styl klasyczny | Fernand Steens (BEL) Z | Arvo Lindén (FIN) P | 9.            |